# Pella (Wisconsin)
Pella – miasto w Stanach Zjednoczonych, w stanie Wisconsin, w hrabstwie Shawano.